# Comuna Rakovica, Karlovac
Rakovica este o comună în cantonul Karlovac, Croația, având o populație de 2.387 de locuitori (2011).

## Demografie
Componența etnică a comunei Rakovica
     Croați (94,76%)
     Sârbi (3,23%)
     Necunoscut (0,17%)
     Neclasificat (1,55%)
Componența confesională a comunei Rakovica
     Catolici (93,05%)
     Ortodocși (3,02%)
     Musulmani (1,51%)
     Fără religie și atei (1,09%)
     Necunoscută (0,92%)
     Alte religii (0,42%)
Conform recensământului din 2011, comuna Rakovica avea 2.387 de locuitori. Din punct de vedere etnic, majoritatea locuitorilor (94,76%) erau croați, cu o minoritate de sârbi (3,23%). Apartenența etnică nu este cunoscută în cazul a 0,17% din locuitori. Din punct de vedere confesional, majoritatea locuitorilor (93,05%) erau catolici, existând și minorități de ortodocși (3,02%), musulmani (1,51%) și persoane fără religie și atei (1,09%). Pentru 0,92% din locuitori nu este cunoscută apartenența confesională.